# Teolin (Łódź)
Pour les articles homonymes, voir Teolin.
Teolin (prononciation [tɛˈɔlin]) est un village de la gmina de Nowosolna, du powiat de Łódź-est, dans la voïvodie de Łódź, situé dans le centre de la Pologne.
Il se situe à environ 12 kilomètres à l'est de Łódź (siège du powiat et capitale de la voïvodie).
Sa population s'élevait approximativement à 70 habitants en 2006.

## Administration
De 1975 à 1998, le village était attaché administrativement à l'ancienne voïvodie de Łódź.

Depuis 1999, il fait partie de la nouvelle voïvodie de Łódź.